# Meksička košarkaška reprezentacija
Meksička košarkaška reprezentacija predstavlja državu Meksiko u međunarodnoj muškoj košarci.

## Nastupi na velikim natjecanjima

### Olimpijske igre
- 1936.:  bronca
- 1948.: 4. mjesto
- 1952.: 9. mjesto
- 1960.: 12. mjesto
- 1964.: 12. mjesto
- 1968.: 5. mjesto
- 1976.: 10. mjesto

### Svjetska prvenstva
- 1959.: 13. mjesto
- 1963.: 9. mjesto
- 1967.: 8. mjesto
- 1974.: 9. mjesto
- 2014.: 14. mjesto

### Panameričke igre
- 1951.: 8. mjesto
- 1955.: 4. mjesto
- 1959.: 4. mjesto
- 1963.: 7. mjesto
- 1967.:  srebro
- 1971.: 4. mjesto
- 1975.: 4. mjesto
- 1979.: 8. mjesto
- 1983.:  bronca
- 1987.: 4. mjesto
- 1991.:  srebro
- 1995.: 5. mjesto
- 2003.: 5. mjesto
- 2011.:  srebro

### Američko prvenstvo
- 1980.: 5. mjesto
- 1984.: 5. mjesto
- 1988.: 6. mjesto
- 1989.: 9. mjesto
- 1992.: 7. mjesto
- 1997.: 10. mjesto
- 2001.: 9. mjesto
- 2003.: 6. mjesto
- 2005.: 10. mjesto
- 2007.: 7. mjesto
- 2009.: 7. mjesto
- 2013.:  zlato

### Srednjoameričko prvenstvo
- 1965.:  zlato
- 1967.: 4. mjesto
- 1975.:  zlato
- 1987.:  bronca
- 1989.: 4. mjesto
- 1991.:  srebro
- 1997.:  bronca
- 2001.:  srebro
- 2003.:  bronca
- 2004.: 4. mjesto
- 2006.: 4. mjesto
- 2008.: 5. mjesto
- 2010.: 6. mjesto
- 2014.:  zlato